# Stollingsfactor
Een stollingsfactor is een eiwit dat voorkomt in bloedplasma en dat noodzakelijk is voor de bloedstolling.

## Algemeen
Bloedstolling is het gevolg van de omzetting van oplosbaar fibrinogeen (factor I) in onoplosbaar fibrine door het enzym trombine. Trombine splitst twee stukjes af van ieder fibrinogeenmolecuul, dat daarna spontaan lange ketens vormt (polymeriseert). Trombine zelf ontstaat uit protrombine (factor II).
De factoren V, VII, VIII, IX, X en XI dragen bij aan de omzetting van protrombine in trombine, zodra bloed in contact komt met tissuefactor in een wond. Tissuefactor, ook wel tromboplastine genoemd, is een eiwit op de membraan van sommige cellen rond de bloedvaten, waar het bloed alleen mee in contact komt bij verwonding. Hierbij is ook een belangrijke rol weggelegd voor de bloedplaatjes. Factor XII bestaat ook maar heeft geen duidelijk aanwijsbare rol in het trombinevormingsproces, behalve als bloed stolt in aanwezigheid van glas of andere lichaamsvreemde oppervlakken. Factor XIII verstevigt het stolsel door chemische bindingen tussen fibrinemoleculen te veroorzaken.

## Stollingsfactoren
| Nummer en/of naam                                                     | Functie |
| --------------------------------------------------------------------- | --- |
| I (fibrinogeen)                                                       | Vormt factor Ia, fibrine |
| II (protrombine)                                                      | De geactiveerde vorm (trombine, factor IIa) activeert factoren I, V, VII, XIII, proteïne C, bloedplaatjes (vitamine K nodig voor aanmaak) |
| III (Tissue factor of weefseltromboplastine)                          | Co-factor van factor VIIa |
| IV Calcium                                                            | Noodzakelijk voor de binding van stollingsfactoren met fosfolipiden                                                                       |
| V (Proaccelerine)                                                     | Co-factor van factor X waarmee het het protrombinasecomplex vormt                                                                         |
| VI (Accelerine)                                                       | Nummer wordt niet langer meer gebruikt. Gedacht wordt dat de stof dezelfde is als factor V                                                |
| VII (Proconvertine of serum protrombine conversion accelerator -SPCA) | Activeert factoren IX en X (vitamine K nodig voor aanmaak)                                                                                |
| VIII (antihemofiele factor -AHF)                                      | Co-factor van factor IX met welke het het tenasecomplex vormt                                                                             |
| IX (plasma tromboplastinecomponent -PTC of christmasfactor)           | Activeert factor X: vormt tenasecomplex met factor VIII (vitamine K nodig voor aanmaak)                                                   |
| X (Stuart-factor of trombokinase)                                     | Activeert factor II: vormt protrombinasecomplex met factor V (vitamine K nodig voor aanmaak)                                              |
| XI (plasmatromboplastinantecedent -PTA)                               | Activeert factoren XII, IX en prekallikrein                                                                                               |
| XII (Hageman-factor)                                                  | Activeert prekallikrein en fibrinolyse |
| XIII (fibrinestabiliserende factor)                                   | Hecht fibrinedraden stevig vast aan elkaar                                                                                                |
| Vonwillebrandfactor                                                   | Bindt factor VIII, zorgt voor plaatjesadhesie                                                                                             |
| Proteïne C                                                            | Deactiveert factor Va en VIIIa samen met proteïne S                                                                                       |
| Proteïne S                                                            | Deactiveert factor Va en VIIIa samen met proteïne C                                                                                       |
| Proteïne Z                                                            | Deactiveert factor Xa |

Als deze factoren geactiveerd zijn, hoort er een 'a' achter de factor, BV: stollingsfactor II en stollingsfactor IIa, respectievelijk protrombine en trombine)

### Naamgeving
Veel stollingsfactoren worden aangeduid met een Romeins cijfer, refererende aan de volgorde van ontdekking. Factor IV bleek identiek te zijn aan het element calcium, en factor III is trombokinase of tissue factor. Factor VI, ten slotte, bleek identiek te zijn aan geactiveerd factor V. De naamgeving van de stollingsfactoren werd bepaald in de jaren 60 door enkele experts op stollingsgebied; deze groep is uitgegroeid tot de International Society of Thrombosis and Hemostasis (internationaal gezelschap voor trombose en bloedstolling).
Hemofilie B werd voor het eerst onderscheiden van de tot dan toe klassieke vorm van hemofilie door Stephen Christmas in 1952; zodoende heet deze ziekte ook wel Christmas-ziekte, en staat de bijbehorende stollingsfactor (IX) bekend als Christmas-factor. Andere stollingsfactoren worden af en toe aangeduid met de eigennamen van de patiënten waarin gebrek van deze factor werd beschreven; factor X heet zodoende ook wel Stuart-Prower-factor, en factor XII wordt wel Hageman-factor genoemd.
Vonwillebrandfactor dankt zijn naam aan de Finse kinderarts Von Willebrand, die de vW-aandoening voor het eerst beschreef in 1926.

## Remming van de stolling
Naast deze factoren die van belang zijn voor de vorming van trombine zijn er ook een aantal plasma eiwitten die dienen om de trombinevorming in toom te houden. Tekort aan dergelijke eiwitten veroorzaakt een neiging tot trombose. De belangrijkste zijn:
- Antitrombine - bindt en neutraliseert trombine (deze reactie wordt versterkt door heparine)
- Proteïnes S en C - inactiveren factoren V en VIII)
- Proteïne Z en proteïne Z-geassocieerde proteïnaseremmer (ZPI) - inactiveren factoren IX en XI
- TFPI (tissue factor pathway inhibitor) - remt de weefselfactor die het stollingsproces in gang zet

## Rol in ziekten
Trombose in de slagaderen (hartinfarct, herseninfarct (beroerte)) ontstaat doordat het bloed de binnenkant van een door arteriosclerose aangetaste slagader aanziet voor een wond en stolt waar dat niet moet. Trombose in de aderen (bv. na een operatie) ontstaat als het bloed onvoldoende stroomt, bijvoorbeeld bij bedlegerigheid.
Trombose kan voorkomen worden door het bloed minder stolbaar te maken, door het slikken van geneesmiddelen die de aanmaak van stollingsfactoren verminderen of door het injecteren van geneesmiddelen die de inactivatie van trombine door antitrombine aanjaagt (heparines).
Het niet of onvoldoende aanwezig zijn van een stollingsfactor geeft aanleiding tot een verhoogde bloedingsneiging. Hemofilie is een tekort aan factor VIII (hemofilie A) of factor IX (hemofilie B). De ziekte van Von Willebrand is een tekort aan een ander plasma eiwit, de vonwillebrandfactor, dat drie verschillende functies heeft. Het bindt en beschermt factor VIII in het bloedplasma, het helpt bloedplaatjes om te kleven in een wond en het is essentieel om de bloedplaatjes hun rol in de trombinevorming te laten spelen.
Een ziekte kan herkend worden door de waardes te onderzoeken van de APTT, de PT, alanine aminotransferase, het aantal trombocyten en de hoeveelheid fibrinogeen. Deze waardes worden gebruikt om de oorzaak van een bloedstollingsprobleem te kunnen verklaren.

## Medicamenteuze remming van de stolling
Heparine (een polysacharide) en laag-moleculairgewicht heparine activeren de werking van antitrombine; hierdoor worden factoren II en X, met name, geïnactiveerd. Diverse verwante middelen zijn beschikbaar. Allen dienen geïnjecteerd te worden, en heparine (met name) kan leiden tot een gebrek aan bloedplaatjes en paradoxale trombose.
Fenprocoumon (Marcoumar) en acenocoumarol (Sintrom), de coumarinederivaten, remmen de werking van vitamine K. Deze vitamine is nodig om factoren II, VII, IX en X goed te laten binden aan fosfolipiden. Regelmatige controle van de stolling, ter voorkoming van bloeding, is nodig bij gebruik van de vitamine K-remmers.
Directe trombineremmers (met name ximelagatran) worden onderzocht. Deze middelen remmen trombine, en zijn makkelijker in gebruik dan de coumarinederivaten.